# Anderson Oliveira Silva
Anderson Oliveira Silva (San Paolo, 21 novembre 1997) è un calciatore brasiliano, attaccante del Pafos in prestito dall'Alanyaspor.

## Caratteristiche tecniche
È un centravanti.

## Carriera
Il 31 luglio 2021 viene acquistato dal Beijing Guoan.

## Palmarès

### Club

#### Competizioni nazionali
- Campionato cipriota: 1

Pafos: 2024-2025